# Werner Hartmann (Fußballspieler)
Werner Hartmann (* 2. Juni 1950) ist ein ehemaliger deutscher Fußballspieler, der in den 1970er Jahren für die BSG Stahl Riesa in der DDR-Oberliga, der höchsten Spielklasse im DDR-Fußball, aktiv war.

## Sportliche Laufbahn
In der Saison 1969/70 startete Werner Hartmann seine Karriere im höherklassigen Fußball in der zweitklassigen DDR-Liga. Für die FSV Lokomotive Dresden bestritt er in der 30 Runden dauernden Spielzeit achtzehn Spiele, bei denen er zu fünf Torerfolgen kam. In den folgenden drei Spielzeiten war Hartmann bei der FSV Stammspieler, von den in dieser Zeit ausgetragenen 72 DDR-Liga-Spielen bestritt er 68 Partien und wurde 1971 und 1973 mit neun bzw. elf Treffern Torschützenkönig der Dresdner. Nachdem er in der Hinrunde der Saison 1973/74 sieben Punktspiele für die FSV Lok absolviert hatte, wechselte er im November 1973 zum Oberligisten BSG Stahl Riesa. Dort übernahm er den Platz des zu Dynamo Dresden gewechselten Stürmers Peter Kotte. Nach vier Einsätzen als Einwechselspieler hatte er schließlich einen Stammplatz im Angriff der BSG Stahl gefunden und kam bis zum Saisonende auf vierzehn Oberligaeinsätze, erzielte dabei aber nur ein Tor. In der Spielzeit 1974/75 musste er verletzungsbedingt mehrere Spieltage aussetzen und kam so bei 26 Spieltagen nur auf neunzehn Einsätze und wieder nur zu einem Torerfolg. Zu Beginn der Spielzeit 1975/76 wurde Hartmann zunächst in der DDR-Liga-Mannschaft Stahl Riesa II eingesetzt, wo er sich mit sechs Toren in acht Punktspielen wieder für die Oberligamannschaft empfahl. Dort reichte es aber nur für weitere acht Nominierungen, und es gelang ihm auch nur ein Tor. Daraufhin wurde er von der BSG Stahl zur Spielzeit 1976/77 zum DDR-Ligisten Fortschritt Bischofswerda abgegeben. Bei der Betriebssportgemeinschaft des Landmaschinenwerkes fand Hartmann zu alter Spielstärke zurück. Bereits in seiner ersten Saison avancierte er mit acht Treffern zum Torschützenkönig der BSG Fortschritt. Bis 1981 bestritt er fünf Spielzeiten in Bischofswerda, in denen er bei 108 ausgetragenen Punktspielen 104 Begegnungen absolvierte und dabei zu 25 Toren kam. Anschließend ließ er seine Fußballer-Laufbahn bei der Kirschauer BSG Fortschritt in der drittklassigen Bezirksliga ausklingen.